# حلقة بوليانية
في الرياضيات، الحلقة البوليانية (Boolean ring(R هي حلقة يكون فيها x2 = x لجميع x في R، أي حلقة تتكون من عناصر أيديمبوتية(idempotent elements) فقط. ومن الأمثلة على ذلك حلقة الأعداد الصحيحة عامل القسمة 2.
كل حلقة بوليانية تؤدي إلى جبر بولياني، مع ضرب الحلقة المقابلة للاقتران أو الالتقاء ∧، وإضافة الحلقة إلى الانفصال الحصري أو الفرق المتماثل (وليس الفصل∨،  والذي من شأنه أن يشكل شبه حلقة ). وعلى العكس من ذلك، فإن كل جبر بولياني يؤدي إلى ظهور حلقة بوليانية. وتمت تسمية الحلقات البوليانية على اسم مؤسس الجبر البولياني، جورج بول.

## تدوين
هناك على الأقل أربعة أنظمة مختلفة وغير متوافقة لتدوين الحلقات البوليانية والجبر:
- في الجبر التبادلي، الصيغة القياسية هي استخدام x + y = (x ∧ ¬ y) ∨ (¬ x ∧ y) لمجموع الحلقة x وy، واستخدام xy = x ∧ y لحاصل ضربهما.
- في المنطق، فإن إحدى الطرق الشائعة هي استخدام x ∧ y للالتقاء (نفس حاصل ضرب الحلقة) واستخدام x ∨ y للربط، كما هو موضح من حيث تدوين الحلقة (الموضح أعلاه) بواسطة x + y + xy.
- في نظرية المجموعات والمنطق، من الشائع أيضًا استخدام x · y للالتقاء، وx + y للربط x ∨ y. [2] يختلف هذا الاستخدام لـ + عن الاستخدام في نظرية الحلقات.
- من الاتفاقيات النادرة استخدام xy للحاصل وx ⊕ y لمجموع الحلقات، في محاولة لتجنب غموض +.

تاريخيًا، تم استخدام مصطلح "الحلقة البوليانية" ليعني "حلقة بول ربما بدون هوية"، وتم استخدام "الجبر البولياني" ليعني حلقة بوليانية لها هوية. إن وجود الهوية ضروري لاعتبار الحلقة بمثابة جبر على حقل من عنصرين : وإلا فلن يكون هناك تماثل حلقي (وحدوي) لحقل من عنصرين في الحلقة المنطقية. (هذا هو نفس الاستخدام القديم لمصطلحي "الحلقة" و"الجبر" في نظرية القياس.  )

## أمثلة
أحد الأمثلة على الحلقة البوليانية هو مجموعة القوى لأي مجموعة X، حيث يكون الجمع في الحلقة هو الفرق المتماثل، والضرب هو التقاطع. كمثال آخر، يمكننا أيضًا اعتبار جمع كل المجموعات الفرعية المحدودة أو المحدودة لـ X، مرة أخرى مع الفرق المتماثل والتقاطع كعمليات. وبشكل عام، مع هذه العمليات، أي حقل من المجموعات هو حلقة بوليانية. وبموجب نظرية التمثيل لستون، تكون كل حلقة بوليانية متماثلة مع حقل المجموعات (يتم التعامل معها كحلقة بهذه العمليات).

## العلاقة مع الجبر البولياني

مخططات فين للعمليات المنطقية للاقتران والانفصال والمكمل

نظرًا لأن عملية الانضمام ∨ في الجبر البولياني غالبًا ما تُكتب بشكل إضافي، فمن المنطقي في هذا السياق الإشارة إلى إضافة الحلقة بواسطة ⊕، وهو رمز يستخدم غالبًا للإشارة إلى الحصري أو.
بالنظر إلى الحلقة المنطقية R، بالنسبة لـ x وy في R يمكننا تعريف
x ∧ y = xy,
x ∨ y = x ⊕ y ⊕ xy,
¬x = 1 ⊕ x.
بعد ذلك تلبي هذه العمليات جميع البديهيات الخاصة بالالتقاءات والانضمامات والمكملات في الجبر البولياني. وبالتالي تصبح كل حلقة بوليانية عبارة عن جبر بولياني. وبنفس الطريقة، يصبح كل جبر بولياني حلقة بوليانية على النحو التالي:
xy = x ∧ y,
x ⊕ y = (x ∨ y) ∧ ¬(x ∧ y).
إذا تمت ترجمة حلقة بوليانية إلى جبر بولياني بهذه الطريقة، ثم تمت ترجمة الجبر البولياني إلى حلقة، فإن النتيجة هي الحلقة الأصلية. وتتحقق النتيجة المماثلة بدءًا من الجبر البولياني.
الخريطة بين حلقتين بوليتين هي تماثل حلقي إذا وفقط إذا كانت تماثلًا للجبر البولياني المقابل. علاوة على ذلك، فإن مجموعة جزئية من حلقة بوليانية هي حلقة مثالية (حلقة مثالية أولية، حلقة مثالية قصوى) إذا وفقط إذا كانت من مرتبة مثالية (درجة مثالية أولية، درجة مثالية قصوى) للجبر البولياني. حلقة القسمة لحلقة بوليانية عامل قسمة مع الباقي a حلقة مثالية تتوافق مع جبر العوامل للجبر البولياني عامل القسمة a ترتيب مثالي مماثل.

## خصائص الحلقات البوليانية
كل حلقة بوليانية R تلبي x ⊕ x = 0 لجميع x في R، لأننا نعلم
x ⊕ x = (x ⊕ x)2 = x2 ⊕ x2 ⊕ x2 ⊕ x2 = x ⊕ x ⊕ x ⊕ x
وبما أن (R, ⊕) هي مجموعة أبيلية، فيمكننا طرح x ⊕ x من كلا جانبي هذه المعادلة، مما يعطي x ⊕ x = 0. يُظهر دليل مماثل أن كل حلقة بوليانية هي حلقة تبديلية :
x ⊕ y = (x ⊕ y)2 = x2 ⊕ xy ⊕ yx ⊕ y2 = x ⊕ xy ⊕ yx ⊕ y xy ⊕ yx = 0 xy = yx
تُظهر الخاصية x ⊕ x = 0 أن أي حلقة بوليانية هي جبر ارتباطي على الحقل F2 مع عنصرين، بطريقة واحدة على وجه التحديد.[بحاجة لمصدر]</link> على وجه الخصوص، أي حلقة بوليانية محدودة لها قوة اثنين. ليس كل جبر ترابطي وحدوي على F2 عبارة عن حلقة بوليانية: على سبيل المثال، ضع في اعتبارك الحلقة متعددة الحدود F2[X].
حلقة القسمة R / I لأي حلقة منطقية R عامل قسمة لأي مثالي I هي حلقة منطقية مرة أخرى. وبالمثل، فإن أي حلقة فرعية من حلقة بوليانية هي حلقة بوليانية.
أي توطين RS−1 لحلقة بوليانية R بواسطة مجموعة S ⊆ R هو حلقة بوليانية، حيث أن كل عنصر في التوطين هو أيدومبوتنت.
الحلقة القصوى من الحاصل Q(R) (بمعنى Utumi وLambek) للحلقة البوليانيةR هي حلقة بوليانية، حيث أن كل تماثل جزئي هو تماثلي. 
كل مثالي أولي P في حلقة بوليانية R يكون أقصى : حلقة الحاصل R / P هي مجال صحيح وحلقة بوليانية أيضًا، لذا فهي متماثلة مع المجال F2، والذي يُظهر أقصى قيمة لـ P نظرًا لأن المثاليات القصوى تكون دائمًا أولية، فإن المثاليات الأولية والمثاليات القصوى تتطابق في الحلقات البوليانية.
كل مثال مثالي تم إنشاؤه بشكل نهائي لحلقة بوليانية هو أساسي (في الواقع، (x,y) = (x + y + xy)). علاوة على ذلك، بما أن جميع العناصر هي حلقات أيديمبوتية، فإن الحلقات البوليانية هي حلقات فون نيومان منتظمة تبديلية وبالتالي فهي مسطحة تمامًا، مما يعني أن كل وحدة فوقها مسطحة أيضا.

## توحد
إن التوحد في الحلقات المنطقية أمر قابل للحسم،  أي أن هناك خوارزميات موجودة لحل المعادلات التعسفية على الحلقات البوليانية. كل من التوحد والمطابقة في الحلقات البوليانية الحرة المولدة بشكل محدود هي NP-كاملة، وكلاهما NP-صعب في الحلقات البوليانية المقدمة بشكل محدود.  (في الواقع، كما هو الحال مع أي مشكلة توحدية f(X) = g(X) f(X) = g(X) في حلقة بوليانية يمكن إعادة كتابتها على هيئة مشكلة المطابقة f(X) + g(X) = 0، والمسألتان متكافئتان.)
يكون التوحد في الحلقات البوليانية متكاملا إذا كانت جميع رموز الوظائف غير المفسرّة معدومة ومنتهية بخلاف ذلك (أي إذا كانت رموز الوظائف التي لا تحدث في توقيع الحلقات البوليانية عبارة عن ثوابت، فيوجد موحد عام للغاية، وإلا فإن المجموعة الكاملة الدنيا من الموحدات تكون منتهية). 

## الاستشهادات
1. ↑  "Disjunction as sum operation in Boolean Ring".
2. ↑  Koppelberg 1989، Definition 1.1, p. 7none
3. ↑  Brainerd & Lambek 1959، Corollary 2none
4. ↑  Martin & Nipkow 1986none
5. ↑  Kandri-Rody, Kapur & Narendran 1985none
6. ↑  Boudet, Jouannaud & Schmidt-Schauß 1989none